# F-ZERO AX

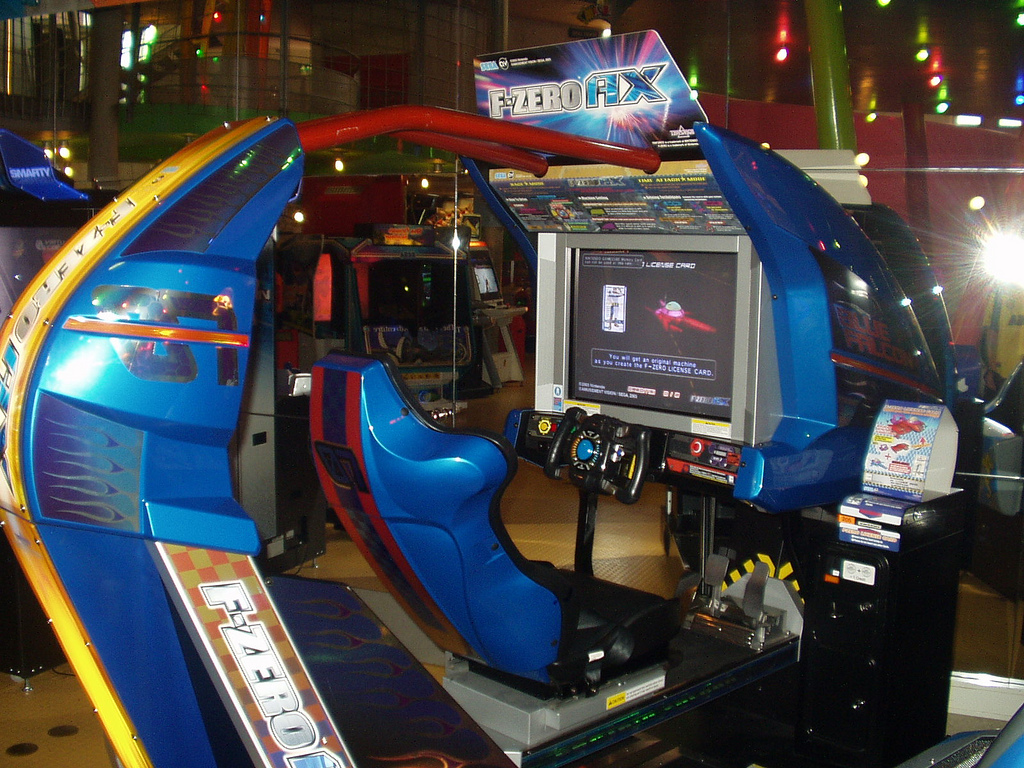
F-ZERO AXの筐体 （デラックスタイプ）

F-ZERO AX（エフゼロ エーエックス）は任天堂とのコラボレーションによって2003年6月にセガより発売されたアーケード用レースゲーム。ニンテンドー ゲームキューブ用ソフトF-ZERO GXのアーケード版であり、連動要素も存在する。発売前に付けられていた仮題は「F-ZERO AC」。
システム基板はトライフォースを使用。筐体はマシンの一つブルーファルコンを意識したデザインである。筐体は座席が動くDX筐体と座席固定のスタンダード筐体のほかMONSTER RIDEが存在した。『ライセンスカード』と呼ばれる専用のICカードを使用することで、オリジナルマシンの使用やタイムアタックにおけるインターネットランキングへの参加が可能だった。インターネットランキングは2004年6月25日で終了。

## F-ZERO GXとの連動
F-ZERO GXのデータを保存したメモリーカードをセットすると、GXに登場するマシンおよびGXで登場するパーツを使用したオリジナルマシンを使用することが可能になる。また、一定条件下でAXのマシンがGXで使用可能になったり、GXにおいてAXのコースで走れるようになったりする（なお、AXと連動しなくてもマシンやパーツ、コースはGXで特定の条件を満たすと使えるようになるが条件はストーリーモードをベリーハードでクリアなど高難易度）。
GXのメモリーカードとAXのライセンスカードを併用することで、AXのオリジナルマシンを構成するパーツをGXのシステムデータにダウンロードすることができる。これによりオリジナルマシン作成の幅が広がる。GX/AXのパーツが混在したマシンも、GXのガレージデータを介してAXで使用することが可能。

## ゲームプレイの詳細について
F-ZERO AXにおける1回のプレイの流れは以下の通り。筐体によって多少異なるが、ここでは座席が動くタイプの筐体で説明する。
1. 座席の位置を調整し、シートベルトを締める。
シートベルトをしていない場合には座席が動かないようになっている。
既に作成してあるライセンスカードを使用する場合及びF-ZERO GXのデータを入れたメモリーカードを使用する際はこの時点で挿しておくと良い。
2. クレジットを投入し、スタートボタンを押す。
筐体に応じて1クレジットに値する金額は異なる。ライセンスカードの作成もしくは引き継ぎを行う際はその分も投入する。
スタートボタンを押したときにプレイ時の注意事項が出る。
3. 各種カードの読み込み
  1. ライセンスカード及びメモリーカード使用の選択
ライセンスカードを使用する際は筐体右側のカードリーダーに挿入する。持っていない場合はアクセルを踏むかブーストボタンを押し、新規作成の選択へ進む。なお、F-ZERO GXの初回出荷分に付いていた物などの特殊なライセンスカードがセットされた場合は名前入力となる（詳しくは次の"新規作成"の項を参照）。
このときにGXのメモリーカードを検出し、読み込みを行う。使用する場合はこの選択を行う前に差し込んでおくこと。

  2. ライセンスカードの新規作成
ライセンスカードを入れなかった場合、新規に作成するか否かの選択を行う。ここで作成する場合、名前を入力し、インターネットランキングでプレイヤーを識別するためのIDの発行を受ける。この時ボディ・ブースター・コックピットの各パーツがそれぞれ10種類の中から選択され、オリジナルマシンが与えられる。
前述した特殊なライセンスカードを挿入した場合は名前入力とID発行が行われる。オリジナルマシンの初期状態が記録されているマシンであること以外は一般の新規作成時と同じ。

  3. ライセンスカードの引き継ぎ処理
ライセンスカードには1枚につき50回という使用回数の制限が存在する。この制限に達しているカードを入れた場合、ここで引き継ぎを行う。
引き継ぎが行われた場合、古いライセンスカードが引き継ぎ処理済みのマークが印字された上で排出されるので取り出す。新しいカードはゲーム終了時に排出される。
  4. ライセンスカードの状態の表示
ライセンスカードを使用している場合、ここで現在使用可能になっているオリジナルマシンなどの、現在のプレイヤーの状態が表示される。
4. ゲームモードを選択する。
30台によるレースを行うか1人でそのコースのタイムを競うタイムアタックを行うかを選択する。尚、レースモードでは最高4台まで通信が可能であり、レースモードを選択した時に空きの筐体がある場合はその空きの筐体に対戦相手を募集するメッセージが表示される。
5. コースを選ぶ
6つのコースの中からプレイしたいコースを選択する。タイムアタックの場合はパドルレバー（ハンドルの奥にある黄色のレバー）で対戦相手となるゴーストの選択を行う。
6. マシンを選ぶ。
デフォルトで使えるマシンは14台。内4台はブルーファルコン他で、他の10台もGXのものとは異なる。
ライセンスカードを使用している場合はこれとは別にカードに記録されているマシンが、GXのメモリーカードを使用している場合はそのカードに記録されたガレージデータに入っている4台のマシンが追加され、これらのマシンから選ぶことも可能。
7. セッティングの調整を行う。
コースに合わせてエンジンの調整を行うことができる。カーソルを左に持っていくと加速が良くなる一方で若干最高速が落ち、右に持っていくとその逆となる。パドルでカラー変更も可能。
8. プレイする。
基本的な操作は一般のレースゲームと同じ。画面上で制限時間のカウントが行われ、その間にチェックポイントを通過できないと時間切れでリタイアとなる。なお、コースアウトやエネルギー切れでのクラッシュしたその時点でリタイアするGXとは違い、路外に転落したりエネルギー切れで接触したり後に挙げるアタックなどでクラッシュした場合は若干のタイムロスの上でその場に復帰する。クラッシュさせた場合は若干エネルギーが回復する。
以下に本作品の特殊な操作を挙げる。
  1. 特殊なターン
パドルレバーを単独で操作することにより、まっすぐ進んだままラインを左もしくは右にずらすことができる。
パドルとハンドルを同じ方向に操作することで、ハンドルだけで曲がるよりも若干急に曲がる（スライドターン）ことができる。
アクセルを踏んだまま一瞬ブレーキを踏み、それと同時にハンドルを切るとマシンの後部をずらしながら曲がる（ドリフトターン）ことができる。
  2. ライバルへの攻撃
パドルレバーを2回引くと、その方向に急激にスライドして体当たり攻撃（サイドアタック）をかけることができる。
両方のパドルレバーを引きながらハンドルを切ることで、マシンを回転させることにより周囲のマシンを吹き飛ばす（スピンアタック）ことも可能。
  3. ブースターの使用
2周目以降、画面上にあるエネルギーゲージの色が変わってブースターの使用が可能になったことを表す。これ以降、ハンドル中央もしくはその右にあるボタンでブースターを作動させ、スピードを上げることが可能。
ブースター使用時、若干のエネルギーを消費する。エネルギーゲージの残量がある限りブースターを使うことが可能であるが、使いすぎるとライバルマシンとの接触でクラッシュしたりすることがある。
9. プレイ終了後
  1. レース終了後
完走時には今回のプレイにおける各周回のタイムと総合タイム、最高速度などが表示される。レースモードをプレイしていた時は全員の順位表が表示され、1位だった場合はエンディングが表示される。タイムアタックモードではそのコースのランキングが表示され、ライセンスカードを使っていないでランクインした場合は名前入力となる（カード使用時はそのカードに記録されている名前が使用される）。
  2. パイロットポイントの加算、マシンパーツの換装
ライセンスカードを使用していた場合、総合タイムやライバルマシンなどに接触した回数、レースにおける順位やライバルマシンを撃破した回数などによってパイロットポイントが加算される。この累計値が一定以上に達すると（上位の称号はそれ以外の要素も影響する）パイロットランクが上がる。なお、パイロットランクの計算は後述のパーツ換装やパイロット変更で消費した分も含めた累計値で行われる。
パイロットポイントの内未使用分が一定以上ある場合、オリジナルマシンのパーツの換装やパイロットの変更が可能になる。変更した時にポイントを消費するが、ランクの計算には影響しない。

  3. GXへのデータダウンロード
GXのデータが入ったメモリーカードを使用していた場合、以下のことが行われる。
    - 今回のプレイで使用したマシンや今回走ったコースが、一定条件の下でGXのシステムデータにダウンロードされる。
    - ライセンスカードとメモリーカードを併用していた場合、それまでにAXで獲得したパーツがダウンロードされる。
    - GXのメモリーカードがセットされていれば、いかなる結果であってもF-ZEROチケットが20枚加算される。ダウンロードされたデータはGX側でショップに並び、F-ZEROチケットを使うことで使用可能になる。

  4. ゲーム終了
以上の処理が全て終わった後、シートベルトを外すことや各種カードを抜き取る指示が画面に表示され、1ゲーム終了となる。ライセンスカードの使用回数が制限いっぱいになったときには次回のプレイ時に引き継ぎを行うよう指示するメッセージが表示される。
なお、ライセンスカードを使用してタイムアタックを行った場合、このときにインターネットランキングのパスワードが表示される。この時に表示されるパスワードは今回走ったコースにおける最高記録のものである。

## コース一覧
AXではコースは難易度別に6つ存在する。ソニックオーバル以外は特定条件に置いてGXへのダウンロードが可能。
1. ミュートシティー - ソニックオーバル
2. エアロポリス - スクリュードライブ
3. アウタースペース - メテオストリーム
4. ポートタウン - シリンダーウェーブ
5. ライトニング - サンダーロード
6. グリーンプラント - スパイラル

## F-ZERO AX MONSTER RIDE
F-ZERO AX MONSTER RIDEはF-ZERO AXの亜種とも言えるアーケードゲーム。2005年8月頃に東京ジョイポリス3階フロアのジュラシックパーク・ライドの隣に4台設置されていた。F-ZERO AXライセンスカードとニンテンドーゲームキューブのメモリーカードの使用は不可能（したがってGXのマシンやパイロットは事実上使用不可）。ゲームの内容、操作法はF-ZERO AXと変わらない。DX筐体のシートが前後で支えられ右左に回転するのに対し、MONSTER RIDEは宙吊り型であり、筐体の上の4つの油圧シリンダーにより乗船感覚が楽しめるというものである。